# Уэйкфилд, Дженнифер
Дже́ннифер Уэ́йкфилд (англ. Jennifer Wakefield; род. 15 июня 1989, Скарборо, Онтарио) — канадская хоккейная нападающая и тренер. В составе сборной Канады чемпионка Олимпийских игр 2014 года и чемпионка мира 2012 года. На студенческом уровне выступала за команды «Нью-Гэмпшир Уайлдкэтс» и «Бостон Юниверсити Террьерс» в NCAA.
Дебютировала в национальной сборной в 2007 году на Кубке 4-х наций. В 2013 году была включена в символическую сборную лучших игроков чемпионата мира в Канаде. Своим кумиром считает трёхкратную олимпийскую чемпионку канадскую хоккеистку — Шери Пайпер.